# Polyscias fulva
Polyscias fulva är en araliaväxtart som först beskrevs av William Philip Hiern, och fick sitt nu gällande namn av Hermann Harms. Polyscias fulva ingår i släktet Polyscias och familjen Araliaceae. Inga underarter finns listade.